# Allacanthos
Allacanthos is een geslacht van kreeftachtigen uit de klasse van de Malacostraca (hogere kreeftachtigen).

## Soorten
- Allacanthos pittieri (Rathbun, 1898)
- Allacanthos yawi Magalhães, Lara & Wehrtmann, 2010